# Wohnungsbaugenossenschaft Einheit

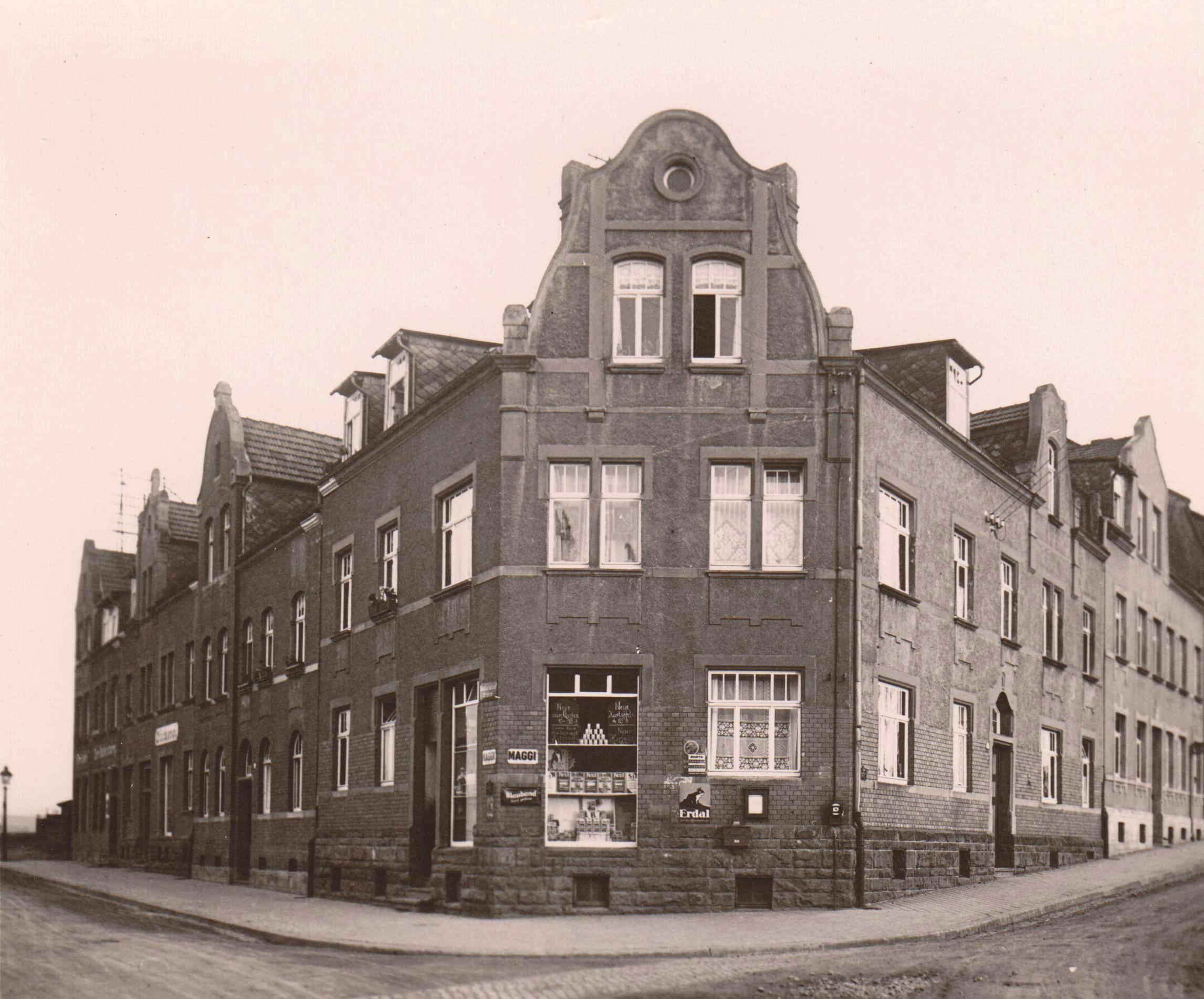
Jenaer Straße 1 um 1910 – eines der ältesten Wohnhäuser der WBG Einheit eG

Die Wohnungsbaugenossenschaft Einheit eG ist eine deutsche Wohnungsbaugenossenschaft mit Sitz in Erfurt. Zu ihrem Bestand zählen mehr als 7200 Wohnungen. Aktuell zählt die Genossenschaft 9860 Mitglieder (Stand: 2020).

## Geschichte
Die Genossenschaft gründete sich am 2. Dezember 1892 als Baugenossenschaft für die Arbeiter und niederen Beamten der Staatseisenbahnverwaltung eGmbH im Erfurter Stadtteil Daberstedt. In den ersten Jahren wurde viel gebaut und erschlossen. So wurde durch die Genossenschaft dringend benötigter Wohnraum geschaffen. 1898 folgte die Baugenossenschaft Schmidtstädt.
Nach dem Zweiten Weltkrieg waren 17 % des Erfurter Wohnraums zerstört und es gab viele Flüchtlinge. Noch mehr Wohnraum musste gebaut werden. In diesem Zeitraum gründeten sich in der Stadt Erfurt verschiedene kleinere Arbeiter-Wohnungsbau-Genossenschaften. Zum 1. Januar 1975 erfolgte ein Zusammenschluss der Arbeiter Wohnungsgenossenschaften Paul Schäfer, Bau-Holz, Nikos Belojannis, Dr. h. c. Kurt Fischer zur Arbeiter-Wohnungsbau-Genossenschaft Einheit mit insgesamt 1.531 Wohnungen. Bis 1972 wuchs die Erfurter Bevölkerung bis auf 200.000 Einwohner an. Daher schlossen sich am 1. Januar 1975 sechs Erfurter Genossenschaften zur Arbeiter-Wohnungsbau-Genossenschaft "Einheit zusammen. Es erfolgte eine Stadtrandbebauung und die Erschließung der Wohngebiete Herrenberg, Wiesenhügel und Drosselberg. Hier prägen hauptsächlich Wohnblocks in Plattenbauweise das Stadtbild.
Nach dem historischen Höchststand von 1988 mit 200.000 Einwohnern, hat Erfurt ca. 20.000 Einwohner verloren. Das sind neue Herausforderungen für die Erfurter Wohnungswirtschaft. Am 1. Dezember 1990 erfolgte die Umbildung der Arbeiter-Wohnungsbaugenossenschaft Einheit in die Wohnungsbaugenossenschaft Einheit eG. Die Genossenschaft verfügte zum damaligen Zeitpunkt über 7.145 Wohnungen.  Viele neue Bauprojekte in Marbach, am Universitätsgarten und in Daberstedt wurden errichtet. Am 2. Dezember 2017 feierte die Genossenschaft ihr 125-jähriges Bestehen.

## Organisation der Genossenschaft
Vorstandsvorsitzender der Wohnungsbaugenossenschaft Einheit eG ist seit 2018 Christian Büttner. Christian Gottschalk ist als Vorstand berufen. Vorsitzender des Aufsichtsrates ist Werner Griese.
79 Vertreter und 28 Ersatzvertreter (Amtszeit 2020 bis 2025) beraten und beschließen Angelegenheiten gemäß Genossenschaftsgesetz.